# Головогрудь
Головогрудь (лат. Cephalothorax) — отдел тела некоторых членистоногих, образующийся в результате слияния головных и грудных сегментов.

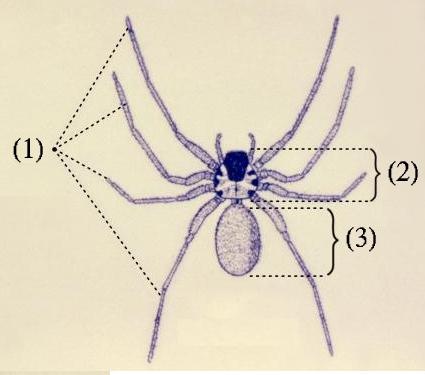
Анатомия паука:
(1) четыре пары ног
(2) головогрудь
(3) опистосома

У хелицеровых тело делится на головогрудь (prosoma) и брюшко (opisthosoma).
Конечности головогруди служат для захвата и пережёвывания пищи и для передвижения, а конечности брюшка выполняют дыхательную, половую и другие специальные функции.
В состав головогруди входят элементы головной лопасти — акрона — и последующих 6 сегментов. Акрону принадлежат глаза, расположенные на щите, покрывающем головогрудь, и срединный надротовой вырост — эпистом с верхней губой. Первый членик несёт клешневидные хелицеры, которые заняли место усиков перед ртом, однако функционально они не заменяют усики, а служат для захвата пищи. За ними следует вторая пара ротовых конечностей, также имеющих особое название — это педипальпы, или ногощупальца. Они состоят из основного членика — коксы, снабжённого жевательным отростком — коксэндитом, и членистого щупальца. Среди конечностей головогруди функции педипальп наиболее разнообразны. Их основные членики с эндитами почти всегда так или иначе участвуют в приёме пищи, а щупальца в основном служат органами осязания, но могут участвовать в передвижении или захвате добычи. Конечности остальных четырёх сегментов головогруди — ноги — служат для передвижения. Но у ряда форм на тазиках первой — третьей пар ног сохраняются жевательные отростки, и они также участвуют в пережёвывании пищи.

## Присутствует
Присутствует у высших ракообразных и хелицеровых (паукообразные, мечехвосты, вымершие палеозойские эвриптериды). Из ракообразных — у десятиногих раков.

## Строение
Головогрудь образована за счёт слияния 6 головных и 7 грудных сегментов. У хелицеровых головогрудь состоит из 6 передних, обычно несущих конечности сегментов тела, к которым иногда присоединяется 7-й (предполовой) сегмент.